# Eatrip
『eatrip』（イートリップ）は、2009年の日本映画。フードディレクターの野村友里による初監督作品。様々な人物へ「食」に関するインタビューをしたドキュメンタリー映画である。

## キャスト
- 高橋皖司
- 秋山鐘一郎
- 森岡尚子
- UA
- 千宗屋
- 浅野忠信
- 酒井日慈
- 下田昌克
- 首藤康之
- ヨーガン・レール
- コトリンゴ
- 青柳拓次
- 浅野順子
- 内田也哉子[1][2]
- 内田伽羅[1][2]

## スタッフ
- 監督：野村友里
- プロデューサー：甲斐真樹
- ライン・プロデューサー：金森保
- 撮影：今井孝博
- 音楽：青柳拓次
- 編集：大重裕二
- 録音：菊池信之
- スチール：高木由利子
- 助監督：大橋祥正
- 照明：鈴木康介
- 詩：内田也哉子
- メイキング・スチール：福田喜一